# Акер, Кэти
Кэти Акер (англ. Kathy Acker, настоящее имя Карен Леман, англ. Karen Lehmann; 18 апреля 1947, Нью-Йорк, США — 30 ноября 1997, Тихуана, Мексика) — американская постмодернистская и феминистская писательница, драматург, панк-поэтесса и эссеист, открытая бисексуалка.

## Биография
Изучала филологию в Университете Брандейса, затем окончила Калифорнийский университет в Сан-Диего, где, в частности, входила в поэтический кружок Джерома Ротенберга. Затем жила в Сан-Диего, опубликовала в небольших издательствах романы «Младенчески невинная жизнь Черной Тарантулы, написанная Черной Тарантулой» (англ. «The Childlike Life of the Black Tarantula: By the Black Tarantula»; 1973), «Мне снилось, что я нимфоманка: фантазируя» (англ. «I Dreamt I Was a Nymphomaniac: Imagining»; 1974) и «Взрослая жизнь Тулуз-Лотрека, написанная Анри Тулуз-Лотреком» (англ. «The Adult Life of Toulouse Lautrec: By Henri Toulouse Lautrec»; 1975). Затем уехала в Европу, в 1984 г. опубликовала в Великобритании роман «Кровь и внутренности в старшей школе» (англ. «Blood and Guts in High School»).
В 1996 году Кэти Акер был диагностирован рак груди. Акер умерла 30 ноября 1997 года, в возрасте 50 лет.

## Личная жизнь
В 19 лет вышла замуж за своего лучшего друга Роберта Акера, но брак закончился разводом. Во второй раз вышла замуж за композитора и музыканта Питера Гордона, но через некоторое время они развелись. С 1996 года состояла в отношениях с музыкальным критиком Чарльзом Шааром Мюрреем.

## Творчество
По словам одного из первых русских переводчиков Акер Александра Скидана,

Жанры, которые она присваивает, провозглашая эру того, что Жан-Люк Нанси по другому поводу как-то назвал «литературным коммунизмом»: автобиография, порнография, детектив, научная фантастика. Эти «низкие» жанры под её ножницами (берроузовский принцип cut-up) превращаются в исповедь-пытку. Одержимая, она шьет себе дело.

В другой статье он поясняет:

Бунт Акер был бунтом Антигоны (Электры), восстанием младшей против старших, женщины против мужчин, слабости против силы.

На русском языке произведения Акер выпускало издательство «Kolonna publications»: в переводах Татьяны Покидаевой вышли романы-коллажи «Большие надежды» (ISBN 5-98144-044-9) и «Киска — король пиратов» (ISBN 5-98144-032-5), а также сборник «Эвридика в подземном царстве» (ISBN 5-98144-079-1); переводы Дмитрия Волчека составили сборник «Похоть» (ISBN 5-98144-045-7).

## Награды
- 1979 — Премия Пушкарта за роман «Нью-Йорк в 1979 году»